# Paial
Paial es un municipio brasileño del estado de Santa Catarina. Tiene una población estimada al 2022 de 1 927 habitantes. Pertenece a la Región metropolitana de Chapecó.

## Toponimia
El origen del nombre tiene dos versiones: la primera cuenta que Paial tiene su origen en los cazadores gauchos del lugar, quienes se refugiaban en un polvorín (en portugués:paiol), y el término se distorsionó hasta Paial. La segunda versión cuenta la historia de un topógrafo de apellido Bayer, quien fue asesinado. Los locales, debido a la dificultad del apellido, pronunciaban Baiel, Paiel y Paial.

## Historia
El primer asentamiento de la localidad data de 1924, cuando se formó una colonia de alemanes provenientes de Río Grande del Sur. El distrito de Paial fue creado el 12 de enero de 1961, subordinado a Itá. Fue elevado a municipio el 4 de julio de 1995.